# Ramiz Mammadov
 (juillet 2025).
Le contenu est difficilement compréhensible vu les erreurs de traduction, qui sont peut-être dues à l'utilisation d'un logiciel de traduction automatique.
 (juillet 2025).
Pour les articles homonymes, voir Mammadov.
Ramiz Mammadov (en azéri : Ramiz Mahmud oğlu Məmmədov; né le 4 février 1950 à Garadjalar, district de Gardabani en Géorgie, et mort le 7 juin 2021 à Bakou) est un océanologue-hydrologue et géographe azerbaïdjanais. 
Il est une personnalité publique et politique, docteur en sciences techniques, professeur, membre titulaire de l'ANAS (2014), président du Conseil des thèses de doctorat (2002), président du Conseil de coordination des études sur la Mer Caspienne (2005), membre du Conseil scientifique international sur les problèmes fondamentaux de la science géographique (Moscou) (2002), membre du conseil d'administration du Centre international pour l'eau propre créé dans le cadre de l'Organisation de coopération économique de la mer Noire (2001), président du Conseil consultatif du Centre écologique international (Tbilissi) créé par l'Union européenne pour les pays du Caucase du Sud, président de la Société d'amitié et de relations culturelles Bridge Azerbaïdjan-Géorgie, lauréat du Prix d'État républicain (2016), président de la Société géographique d'Azerbaïdjan, président de la Commission de toponymie du Milli Majlis de la République d'Azerbaïdjan, directeur de l'Institut de géographie de l'ANAS, nommé d'après l'académicien H.Aliyev.

## Biographie
Ramiz Mammadov est né le 4 février 1950 dans le village de Garajalar, district de Gardabani, en RSS de Géorgie. Il obtient son diplôme d'études supérieures en 1972. En 1973, il a commencé à travailler au Centre des problèmes de la mer Caspienne de l'Institut de géographie de l'ANAS, nommé d'après l'académicien Hassan Aliyev.
Sur décision du Conseil scientifique de l'Institut de géographie, il effectue un stage à l'Institut d'océanologie de Moscou en 1975-1976, puis il est admis en troisième cycle à temps plein au même institut en 1977. En janvier 1980, il soutient sa thèse de doctorat en océanologie et obtient le titre scientifique de candidat en sciences physiques et mathématiques.

## Activité scientifique
De 1980 à 1985, il dirige la station de recherche scientifique de la mer Caspienne au sein de l'Union azerbaïdjanaise de recherche et de production spatiales. En 1985, sur décision du Présidium de l'ANAS, il est réintégré à l'Institut de géologie, puis à l'Institut de géographie en 1989. Depuis 1991, il dirige le Centre des questions relatives à la mer Caspienne de l'Institut de géographie H.A. Aliyev de l'ANAS. De 1995 à 2013, il occupe le poste de directeur adjoint des affaires scientifiques. En 1996, il a soutenu sa thèse de doctorat sur la variabilité des zones hydrophysiques de la mer Caspienne et leur impact sur la propagation des polluants, obtenant le titre de docteur ès sciences techniques. En 2001, il est élu membre correspondant de l'ANAS en géographie. En 2009, par décision de la Commission supérieure d'attestation d'Azerbaïdjan, il obtient le grade scientifique de professeur en hydrologie et plus tard de l’académicien.